# فلج کامل
فلج کامل، پارالیز (به انگلیسی: Paralysis) یا پلژی (به انگلیسی: Plegia) نوعی از فلج است که در این حالت، انسان کنترل ارادی عضلات خود را از دست می‌دهد.
فلج می‌تواند توام با انقباض عضلانی (سفتی) یا شلی عضلات باشد. می‌تواند یک یا چندین عضله را درگیر سازد.

## برخی انواع فلج اندام‌ها
تقسیم بندی فلج مغزی بر اساس تعداد اندامها بدین‌گونه‌ است:
1. فلج چهاراندام (کوادری‌پلژی): هر چهار اندام بدن درگیر است.
2. فلج دواندام (دی‌پلژی): هر چهار اندام بدن درگیر است اما درگیری پاها (اندام تحتانی) شدید از دست‌هاست.
3. فلج نیم‌اندام (همی‌پلژی): یک طرف بدن درگیر است معمولاً دست بیشتر از پا درگیر است.
4. فلج سه‌اندام (تری‌پلژی): سه اندام بدن درگیر است معمولاً دو دست و یک پا.
5. فلج تک‌اندام (مونوپلژی): فقط یک عضو بدن درگیر است معمولاً یک دست.

## فلج اندام بر اساس سطح آسیب
یکی از شایعترین دلایل فلج اندام آسیب نخاعی بر اثر عوامل مختلف مانند تروما، تومور و فشار خارجی مانند فتق دیسک است. در این حالت بسته به محل آسیب ما علائم متفاوتی را در بیمار می‌بینیم
1. کوادری پلژی : مربوط به فلج کامل چهار اندام یا دو اندام می‌شود:
  - اگر ضایعه در سطح مهره‌های C۱-C۵ باشد، آن را کوادری پلژی در سطح بالا گویند.
  - اگر ضایعه در سطح مهره‌های C۶-T۱ باشد، آن را کوادری پلژی در سطح پایین گویند.
2. پاراپلژی : مربوط به فلج جزئی بعضی از اندام‌ها می‌شود
  - اگر ضایعه در سطح مهره‌های T۲-T۵ باشد، آن را پاراپلژی در سطح بالا گویند.
  - اگر ضایعه در سطح مهره‌های T۶-T۱۲ باشد، آن را پاراپلژی در سطح میانی گویند.
  - اگر ضایعه در سطح مهره‌های L۱-L۵ باشد، آن را پاراپلژی در سطح تحتانی (پایین) گویند.

## دستاورد
بیمارانی که بر اثر جراحت‌های شدید نخاعی فلج شده بودند، به واسطه یک موفقیت پزشکی شگفت آور، توانستند پاهای خودرا حرکت دهند.